# La fabrique de vin Savalan
 (août 2025).
La mise en forme du texte ne suit pas les recommandations de Wikipédia : il faut le « wikifier ».
Les points d'amélioration suivants sont les cas les plus fréquents :
- Les titres sont pré-formatés par le logiciel. Ils ne sont ni en capitales, ni en gras.
- Le texte ne doit pas être écrit en capitales (les noms de famille non plus), ni en gras, ni en italique, ni en « petit »…
- Le gras n'est utilisé que pour surligner le titre de l'article dans l'introduction, une seule fois.
- L'italique est rarement utilisé : mots en langue étrangère, titres d'œuvres, noms de bateaux, etc.
- Les citations ne sont pas en italique mais en corps de texte normal. Elles sont entourées par des guillemets français : « et ».
- Les listes à puces sont à éviter, des paragraphes rédigés étant largement préférés. Les tableaux sont à réserver à la présentation de données structurées (résultats, etc.).
- Les appels de note de bas de page (petits chiffres en exposant, introduits par l'outil «  Source ») sont à placer entre la fin de phrase et le point final[comme ça].
- Les liens internes (vers d'autres articles de Wikipédia) sont à choisir avec parcimonie. Créez des liens vers des articles approfondissant le sujet. Les termes génériques sans rapport avec le sujet sont à éviter, ainsi que les répétitions de liens vers un même terme.
- Les liens externes sont à placer uniquement dans une section « Liens externes », à la fin de l'article. Ces liens sont à choisir avec parcimonie suivant les règles définies. Si un lien sert de source à l'article, son insertion dans le texte est à faire par les notes de bas de page.
- La présentation des références doit suivre les conventions bibliographiques. Il est recommandé d'utiliser les modèles {{Ouvrage}}, {{Chapitre}}, {{Article}}, {{Lien web}} et/ou {{Bibliographie}}. Le mode d'édition visuel peut mettre en forme automatiquement les références.
- Insérer une infobox (cadre d'informations à droite) n'est pas obligatoire pour parachever la mise en page.

Pour une aide détaillée, merci de consulter Aide:Wikification.
Si vous pensez que ces points ont été résolus, vous pouvez retirer ce bandeau et améliorer la mise en forme d'un autre article.
 (août 2025).
La cave à vin Savalan est l’un des plus grands producteurs de vin de la région du Caucase du Sud. Elle est située dans le district de Gabala, en République d’Azerbaïdjan,,,,.

## Histoire
La cave à vin Savalan a été fondée en décembre 2006 dans le district de Gabala, en République d’Azerbaïdjan, sous la marque « ASPI Winery » par la société « ASPI AGRO » SARL. L’activité principale de l’entreprise est la culture de raisins et la production de vins de haute qualité,.

## Produits
Dans les vignobles de l’entreprise situés dans le district de Gabala, 21 cépages techniques sont cultivés (« Chardonnay », « Pinot Noir », « Cabernet Sauvignon », « Merlot », « Grenache », « Cabernet Franc », « Syrah », « Alicante Bouschet », « Riesling », « Viognier », « Rebo », « Arinarnoa », « Verdejo », « Marselan », « Petit Verdot », « Muscat Blanc », « Montepulciano Aglianico », « Traminer », « Mourvèdre » et « French Colombard »), ainsi que 14 variétés de raisins de table (« Italia », « Michele-Polleri », « Crimson », « Regina », « Sultanina », « Prima Cardinal », « Victoria », « Matilde », « Muscat », « Gambruski », « Black Magic », « Alphonse », « Centennial » et « Danlas »),,.
L’entreprise produit des vins sous des marques telles que Riesling, Verdejo, Moscatel, Traminer, entre autres,,,.

## Livre Guinness des records
Le 18 décembre 2024, le fût de vin de la « SAVALAN – ASPI Winery » a été inscrit au Livre Guinness des records en tant que « plus grand fût de vin en bois du monde ». La construction de ce fût unique a duré près de cinq ans. Plus de cinquante tonneliers hautement qualifiés ont participé à la conception et à la fabrication de ce projet d’ingénierie remarquable. En raison de sa taille, les lignes de production robotisées classiques n’ont pas pu être utilisées, et toutes les pièces du fût ont été fabriquées à la main. En juin 2024, le fût a été installé sur le site du nouveau complexe muséal de la cave,,,,.